# Красный Восток (Новосибирская область)
Кра́сный Восто́к — посёлок в Новосибирском районе Новосибирской области. Входит в состав Верх-Тулинского сельсовета.

## География
Площадь посёлка — 16 гектаров.

## Население
| 2002 | 2007 | 2010 |
| ---- | ---- | ---- |
| 139  | ↘126 | ↗175 |

## Инфраструктура
В посёлке по данным на 2007 год отсутствует социальная инфраструктура.
В посёлке расположено предприятие по изготовлению замороженных полуфабрикатов «Сибирский гурман».